# Burns (Kansas)
Pour les articles homonymes, voir Burns.
Burns est une ville du comté de Marion, situé dans le Kansas, aux États-Unis. En 2010 sa population était de 228 habitants.